# Thieuloy-Saint-Antoine

Thieuloy-Saint-Antoine este o comună în departamentul Oise, Franța. În 1 ianuarie 2022 avea o populație de 381 de locuitori.